# Bunnings NPC 2023
Bunnings NPC 2023 – osiemnasta edycja National Provincial Championship, mistrzostw nowozelandzkich prowincji w rugby union, a czterdziesta ósma ogółem. Zawody odbyły się w dniach 4 sierpnia – 21 października 2023 roku.
W porównaniu do poprzedniej edycji zlikwidowano podział na dwie równorzędne grupy i powrócono do jednolitej tabeli, pozostawiając jednak fazę ćwierćfinałową, a drużyny były rozstawione według wyników z sezonu 2022. Czternaście uczestniczących zespołów rywalizowało w pierwszej fazie w ramach jednej grupy, rozgrywając dziesięć spotkań (rozstawione jako nieparzyste sześć między sobą i cztery z rozstawionymi jako parzyste i vice versa), następnie czołowa ósemka awansowała do ćwierćfinałów. Zwycięzca meczu zyskiwał cztery punkty, za remis przysługiwały dwa punkty, porażka nie była punktowana, a zdobycie przynajmniej czterech przyłożeń lub przegrana nie więcej niż siedmioma punktami premiowana była natomiast punktem bonusowym. W przypadku tej samej liczby punktów przy ustalaniu pozycji w grupie brane były pod uwagę kolejno następujące kryteria: wynik bezpośredniego meczu między zainteresowanymi drużynami, lepsza różnica punktów zdobytych i straconych we wszystkich meczach grupowych, wyższa liczba zdobytych przyłożeń, ostatecznie zaś rzut monetą. Listę pięciu domowych spotkań każdego zespołu ustalono w połowie grudnia 2022 roku, cały terminarz został zaś ogłoszony w marcu 2023 roku. Składy i charakterystyki drużyn.
Po zakończeniu każdej kolejki publikowano jej podsumowanie. Do pierwszego w swej historii finału awansował zespół Hawke's Bay, w nim uległ jednak nieznacznie drużynie Taranaki. Najwięcej punktów (127) w sezonie zdobył Lincoln McClutchie, w klasyfikacji przyłożeń z dziewięcioma zwyciężył zaś Manaaki Selby-Rickit. Spośród nominowanych czterech zawodników najlepszym w tej edycji został uznany Etene Nanai-Seturo; wybrano także najlepszą piętnastkę rozgrywek.

## Faza grupowa
| 4 sierpnia 202317:35 | Tasman | 27:15 | Otago | Trafalgar Park, Nelson Sędzia: Angus Mabey |
| 4 sierpnia 202317:35 |        | 27:15 |       | Trafalgar Park, Nelson Sędzia: Angus Mabey |

| 4 sierpnia 202319:35 | Taranaki | 37:29 | Counties Manukau | Yarrow Stadium, New Plymouth Sędzia: Paul Williams |
| 4 sierpnia 202319:35 |          | 37:29 |                  | Yarrow Stadium, New Plymouth Sędzia: Paul Williams |

| 5 sierpnia 202317:05 | Hawke's Bay | 23:21 | North Harbour | McLean Park, Napier Sędzia: Stu Curran |
| 5 sierpnia 202317:05 |             | 23:21 |               | McLean Park, Napier Sędzia: Stu Curran |

| 5 sierpnia 202319:05 | Manawatu | 6:22 | Wellington | Central Energy Trust Arena, Palmerston North Sędzia: Nick Hogan |
| 5 sierpnia 202319:05 |          | 6:22 |            | Central Energy Trust Arena, Palmerston North Sędzia: Nick Hogan |

| 5 sierpnia 202319:35 | Northland | 11:43 | Canterbury | Northland Events Centre, Whangarei Sędzia: Katsuki Furuse |
| 5 sierpnia 202319:35 |           | 11:43 |            | Northland Events Centre, Whangarei Sędzia: Katsuki Furuse |

| 6 sierpnia 202314:05 | Bay of Plenty | 30:32 | Auckland | Tauranga Domain, Tauranga Sędzia: Dan Waenga |
| 6 sierpnia 202314:05 |               | 30:32 |          | Tauranga Domain, Tauranga Sędzia: Dan Waenga |

| 6 sierpnia 202316:35 | Southland | 21:29 | Waikato | Rugby Park Stadium, Invercargill Sędzia: Fraser Hannon |
| 6 sierpnia 202316:35 |           | 21:29 |         | Rugby Park Stadium, Invercargill Sędzia: Fraser Hannon |

| 9 sierpnia 202319:05 | Northland | 13:28 | Taranaki | Northland Events Centre, Whangarei Sędzia: Angus Mabey |
| 9 sierpnia 202319:05 |           | 13:28 |          | Northland Events Centre, Whangarei Sędzia: Angus Mabey |

| 11 sierpnia 202319:05 | Counties Manukau | 24:25 | Hawke's Bay | Navigation Homes Stadium, Pukekohe Sędzia: Mike Winter |
| 11 sierpnia 202319:05 |                  | 24:25 |             | Navigation Homes Stadium, Pukekohe Sędzia: Mike Winter |

| 12 sierpnia 202314:05 | Bay of Plenty | 19:15 | Waikato | Tauranga Domain, Tauranga Sędzia: Brendon Pickerill |
| 12 sierpnia 202314:05 |               | 19:15 |         | Tauranga Domain, Tauranga Sędzia: Brendon Pickerill |

| 12 sierpnia 202316:35 | Otago | 5:28 | Wellington | Forsyth Barr Stadium, Dunedin Sędzia: Jackson Henshaw |
| 12 sierpnia 202316:35 |       | 5:28 |            | Forsyth Barr Stadium, Dunedin Sędzia: Jackson Henshaw |

| 12 sierpnia 202319:05 | Tasman | 24:12 | Auckland | Lansdowne Park, Blenheim Sędzia: Stu Curran |
| 12 sierpnia 202319:05 |        | 24:12 |          | Lansdowne Park, Blenheim Sędzia: Stu Curran |

| 13 sierpnia 202314:05 | North Harbour | 24:28 | Canterbury | Onewa Domain, Takapuna Sędzia: Nick Briant |
| 13 sierpnia 202314:05 |               | 24:28 |            | Onewa Domain, Takapuna Sędzia: Nick Briant |

| 13 sierpnia 202314:05 | Southland | 15:15 | Northland | Rugby Park Stadium, Invercargill Sędzia: Marcus Playle |
| 13 sierpnia 202314:05 |           | 15:15 |           | Rugby Park Stadium, Invercargill Sędzia: Marcus Playle |

| 13 sierpnia 202316:35 | Manawatu | 17:26 | Taranaki | Central Energy Trust Arena, Palmerston North Sędzia: Jono Bredin |
| 13 sierpnia 202316:35 |          | 17:26 |          | Central Energy Trust Arena, Palmerston North Sędzia: Jono Bredin |

| 16 sierpnia 202319:05 | Hawke's Bay | 35:32 | Waikato | McLean Park, Napier Sędzia: Angus Mabey |
| 16 sierpnia 202319:05 |             | 35:32 |         | McLean Park, Napier Sędzia: Angus Mabey |

| 18 sierpnia 202319:05 | Counties Manukau | 32:19 | Bay of Plenty | Navigation Homes Stadium, Pukekohe Sędzia: Marcus Playle |
| 18 sierpnia 202319:05 |                  | 32:19 |               | Navigation Homes Stadium, Pukekohe Sędzia: Marcus Playle |

| 19 sierpnia 202314:05 | North Harbour | 21:43 | Auckland | Onewa Domain, Takapuna Sędzia: Cam Stone |
| 19 sierpnia 202314:05 |               | 21:43 |          | Onewa Domain, Takapuna Sędzia: Cam Stone |

| 19 sierpnia 202314:05 | Wellington | 39:17 | Southland | Hutt Recreation Ground, Lower Hutt Sędzia: Ben O'Keeffe |
| 19 sierpnia 202314:05 |            | 39:17 |           | Hutt Recreation Ground, Lower Hutt Sędzia: Ben O'Keeffe |

| 19 sierpnia 202316:35 | Canterbury | 68:26 | Manawatu | Apollo Projects Stadium, Christchurch Sędzia: Fraser Hannon |
| 19 sierpnia 202316:35 |            | 68:26 |          | Apollo Projects Stadium, Christchurch Sędzia: Fraser Hannon |

| 19 sierpnia 202319:05 | Northland | 32:5 | Tasman | Northland Events Centre, Whangarei Sędzia: Brendon Pickerill |
| 19 sierpnia 202319:05 |           | 32:5 |        | Northland Events Centre, Whangarei Sędzia: Brendon Pickerill |

| 20 sierpnia 202314:05 | Hawke's Bay | 33:32 | Otago | McLean Park, Napier Sędzia: Nick Briant |
| 20 sierpnia 202314:05 |             | 33:32 |       | McLean Park, Napier Sędzia: Nick Briant |

| 20 sierpnia 202316:35 | Waikato | 17:29 | Taranaki | FMG Stadium Waikato, Hamilton Sędzia: Dan Waenga |
| 20 sierpnia 202316:35 |         | 17:29 |          | FMG Stadium Waikato, Hamilton Sędzia: Dan Waenga |

| 23 sierpnia 202319:05 | Wellington | 7:0 | Tasman | Sky Stadium, Wellington Sędzia: James Doleman |
| 23 sierpnia 202319:05 |            | 7:0 |        | Sky Stadium, Wellington Sędzia: James Doleman |

| 25 sierpnia 202319:05 | Manawatu | 31:30 | Northland | Central Energy Trust Arena, Palmerston North Sędzia: Cam Stone |
| 25 sierpnia 202319:05 |          | 31:30 |           | Central Energy Trust Arena, Palmerston North Sędzia: Cam Stone |

| 26 sierpnia 202314:05 | Auckland | 41:22 | Hawke's Bay | Eden Park, Auckland Sędzia: Mike Winter |
| 26 sierpnia 202314:05 |          | 41:22 |             | Eden Park, Auckland Sędzia: Mike Winter |

| 26 sierpnia 202316:35 | Taranaki | 26:29 | Bay of Plenty | Yarrow Stadium, New Plymouth Sędzia: Stu Curran |
| 26 sierpnia 202316:35 |          | 26:29 |               | Yarrow Stadium, New Plymouth Sędzia: Stu Curran |

| 26 sierpnia 202319:05 | Otago | 31:21 | Southland | Forsyth Barr Stadium, Dunedin Sędzia: James Doleman |
| 26 sierpnia 202319:05 |       | 31:21 |           | Forsyth Barr Stadium, Dunedin Sędzia: James Doleman |

| 27 sierpnia 202314:05 | Canterbury | 31:36 | Wellington | Apollo Projects Stadium, Christchurch Sędzia: Jono Bredin |
| 27 sierpnia 202314:05 |            | 31:36 |            | Apollo Projects Stadium, Christchurch Sędzia: Jono Bredin |

| 27 sierpnia 202314:05 | Tasman | 20:15 | North Harbour | Trafalgar Park, Nelson Sędzia: Dan Waenga |
| 27 sierpnia 202314:05 |        | 20:15 |               | Trafalgar Park, Nelson Sędzia: Dan Waenga |

| 27 sierpnia 202316:35 | Waikato | 37:15 | Counties Manukau | FMG Stadium Waikato, Hamilton Sędzia: Angus Mabey |
| 27 sierpnia 202316:35 |         | 37:15 |                  | FMG Stadium Waikato, Hamilton Sędzia: Angus Mabey |

| 30 sierpnia 202319:05 | Auckland | 31:33 | Manawatu | Eden Park, Auckland Sędzia: Nick Hogan |
| 30 sierpnia 202319:05 |          | 31:33 |          | Eden Park, Auckland Sędzia: Nick Hogan |

| 1 września 202319:05 | Northland | 44:21 | Hawke's Bay | Northland Events Centre, Whangarei Sędzia: Maggie Cogger-Orr |
| 1 września 202319:05 |           | 44:21 |             | Northland Events Centre, Whangarei Sędzia: Maggie Cogger-Orr |

| 2 września 202314:05 | Bay of Plenty | 38:14 | Otago | Rotorua International Stadium, Rotorua Sędzia: Jono Bredin |
| 2 września 202314:05 |               | 38:14 |       | Rotorua International Stadium, Rotorua Sędzia: Jono Bredin |

| 2 września 202314:05 | Canterbury | 29:28 | Taranaki | Rangiora Showground Oval, Rangiora Sędzia: Nick Briant |
| 2 września 202314:05 |            | 29:28 |          | Rangiora Showground Oval, Rangiora Sędzia: Nick Briant |

| 2 września 202316:35 | North Harbour | 39:17 | Waikato | North Harbour Stadium, Auckland Sędzia: Nick Hogan |
| 2 września 202316:35 |               | 39:17 |         | North Harbour Stadium, Auckland Sędzia: Nick Hogan |

| 2 września 202319:05 | Wellington | 56:25 | Counties Manukau | Sky Stadium, Wellington Sędzia: Stu Curran |
| 2 września 202319:05 |            | 56:25 |                  | Sky Stadium, Wellington Sędzia: Stu Curran |

| 3 września 202314:05 | Southland | 13:41 | Auckland | Rugby Park Stadium, Invercargill Sędzia: Jackson Henshaw |
| 3 września 202314:05 |           | 13:41 |          | Rugby Park Stadium, Invercargill Sędzia: Jackson Henshaw |

| 3 września 202316:35 | Tasman | 58:19 | Manawatu | Trafalgar Park, Nelson Sędzia: Marcus Playle |
| 3 września 202316:35 |        | 58:19 |          | Trafalgar Park, Nelson Sędzia: Marcus Playle |

| 6 września 202319:05 | North Harbour | 27:24 | Otago | North Harbour Stadium, Auckland Sędzia: Mike Winter |
| 6 września 202319:05 |               | 27:24 |       | North Harbour Stadium, Auckland Sędzia: Mike Winter |

| 8 września 202319:05 | Waikato | 24:41 | Wellington | FMG Stadium Waikato, Hamilton Sędzia: Nick Briant |
| 8 września 202319:05 |         | 24:41 |            | FMG Stadium Waikato, Hamilton Sędzia: Nick Briant |

| 9 września 202316:35 | Counties Manukau | 39:29 | Southland | Navigation Homes Stadium, Pukekohe Sędzia: Mike Winter |
| 9 września 202316:35 |                  | 39:29 |           | Navigation Homes Stadium, Pukekohe Sędzia: Mike Winter |

| 9 września 202316:35 | Hawke's Bay | 35:38 | Bay of Plenty | McLean Park, Napier Sędzia: Cam Stone |
| 9 września 202316:35 |             | 35:38 |               | McLean Park, Napier Sędzia: Cam Stone |

| 9 września 202319:05 | Auckland | 36:29 | Canterbury | Eden Park, Auckland Sędzia: Dan Waenga |
| 9 września 202319:05 |          | 36:29 |            | Eden Park, Auckland Sędzia: Dan Waenga |

| 10 września 202314:05 | Taranaki | 18:29 | Tasman | Yarrow Stadium, New Plymouth Sędzia: Angus Mabey |
| 10 września 202314:05 |          | 18:29 |        | Yarrow Stadium, New Plymouth Sędzia: Angus Mabey |

| 10 września 202314:05 | Manawatu | 29:48 | North Harbour | Central Energy Trust Arena, Palmerston North Sędzia: Tipene Cottrell |
| 10 września 202314:05 |          | 29:48 |               | Central Energy Trust Arena, Palmerston North Sędzia: Tipene Cottrell |

| 10 września 202316:35 | Otago | 30:15 | Northland | Forsyth Barr Stadium, Dunedin Sędzia: Marcus Playle |
| 10 września 202316:35 |       | 30:15 |           | Forsyth Barr Stadium, Dunedin Sędzia: Marcus Playle |

| 13 września 202319:05 | Counties Manukau | 31:29 | Canterbury | Navigation Homes Stadium, Pukekohe Sędzia: Nick Hogan |
| 13 września 202319:05 |                  | 31:29 |            | Navigation Homes Stadium, Pukekohe Sędzia: Nick Hogan |

| 15 września 202319:05 | Hawke's Bay | 57:7 | Manawatu | McLean Park, Napier Sędzia: Fraser Hannon |
| 15 września 202319:05 |             | 57:7 |          | McLean Park, Napier Sędzia: Fraser Hannon |

| 16 września 202314:05 | Auckland | 12:27 | Waikato | Bell Park, Pakuranga Sędzia: Jono Bredin |
| 16 września 202314:05 |          | 12:27 |         | Bell Park, Pakuranga Sędzia: Jono Bredin |

| 16 września 202316:35 | North Harbour | 50:31 | Northland | North Harbour Stadium, Auckland Sędzia: Cam Stone |
| 16 września 202316:35 |               | 50:31 |           | North Harbour Stadium, Auckland Sędzia: Cam Stone |

| 16 września 202319:05 | Otago | 17:36 | Taranaki | Forsyth Barr Stadium, Dunedin Sędzia: Dan Waenga |
| 16 września 202319:05 |       | 17:36 |          | Forsyth Barr Stadium, Dunedin Sędzia: Dan Waenga |

| 17 września 202314:05 | Bay of Plenty | 14:26 | Wellington | Rotorua International Stadium, Rotorua Sędzia: Angus Mabey |
| 17 września 202314:05 |               | 14:26 |            | Rotorua International Stadium, Rotorua Sędzia: Angus Mabey |

| 17 września 202314:05 | Canterbury | 29:14 | Southland | Apollo Projects Stadium, Christchurch Sędzia: Stu Catley |
| 17 września 202314:05 |            | 29:14 |           | Apollo Projects Stadium, Christchurch Sędzia: Stu Catley |

| 17 września 202316:35 | Tasman | 27:17 | Counties Manukau | Lansdowne Park, Blenheim Sędzia: Jackson Henshaw |
| 17 września 202316:35 |        | 27:17 |                  | Lansdowne Park, Blenheim Sędzia: Jackson Henshaw |

| 22 września 202319:05 | Northland | 26:32 | Bay of Plenty | Northland Events Centre, Whangarei Sędzia: Mike Winter |
| 22 września 202319:05 |           | 26:32 |               | Northland Events Centre, Whangarei Sędzia: Mike Winter |

| 23 września 202314:05 | Counties Manukau | 46:19 | Manawatu | Navigation Homes Stadium, Pukekohe Sędzia: Jono Bredin |
| 23 września 202314:05 |                  | 46:19 |          | Navigation Homes Stadium, Pukekohe Sędzia: Jono Bredin |

| 23 września 202314:05 | Southland | 7:33 | Hawke's Bay | Rugby Park Stadium, Invercargill Sędzia: Marcus Playle |
| 23 września 202314:05 |           | 7:33 |             | Rugby Park Stadium, Invercargill Sędzia: Marcus Playle |

| 23 września 202316:35 | Canterbury | 30:28 | Tasman | Apollo Projects Stadium, Christchurch Sędzia: Stu Curran |
| 23 września 202316:35 |            | 30:28 |        | Apollo Projects Stadium, Christchurch Sędzia: Stu Curran |

| 23 września 202319:05 | Taranaki | 18:16 | Auckland | Yarrow Stadium, New Plymouth Sędzia: Nick Briant |
| 23 września 202319:05 |          | 18:16 |          | Yarrow Stadium, New Plymouth Sędzia: Nick Briant |

| 24 września 202314:05 | Wellington | 26:6 | North Harbour | Jerry Collins Stadium, Porirua Sędzia: Dan Waenga |
| 24 września 202314:05 |            | 26:6 |               | Jerry Collins Stadium, Porirua Sędzia: Dan Waenga |

| 24 września 202316:35 | Waikato | 47:7 | Otago | FMG Stadium Waikato, Hamilton Sędzia: Angus Mabey |
| 24 września 202316:35 |         | 47:7 |       | FMG Stadium Waikato, Hamilton Sędzia: Angus Mabey |

| 27 września 202319:05 | Southland | 23:25 | Bay of Plenty | Rugby Park Stadium, Invercargill Sędzia: Fraser Hannon |
| 27 września 202319:05 |           | 23:25 |               | Rugby Park Stadium, Invercargill Sędzia: Fraser Hannon |

| 29 września 202319:05 | Auckland | 27:26 | Northland | Eden Park, Auckland Sędzia: Dan Waenga |
| 29 września 202319:05 |          | 27:26 |           | Eden Park, Auckland Sędzia: Dan Waenga |

| 30 września 202314:05 | Waikato | 37:35 | Canterbury | FMG Stadium Waikato, Hamilton Sędzia: Cam Stone |
| 30 września 202314:05 |         | 37:35 |            | FMG Stadium Waikato, Hamilton Sędzia: Cam Stone |

| 30 września 202314:05 | Wellington | 18:20 | Hawke's Bay | Sky Stadium, Wellington Sędzia: Nick Briant |
| 30 września 202314:05 |            | 18:20 |             | Sky Stadium, Wellington Sędzia: Nick Briant |

| 30 września 202319:05 | Taranaki | 54:21 | North Harbour | Yarrow Stadium, New Plymouth Sędzia: Mike Winter |
| 30 września 202319:05 |          | 54:21 |               | Yarrow Stadium, New Plymouth Sędzia: Mike Winter |

| 1 października 202314:05 | Bay of Plenty | 41:12 | Tasman | Tauranga Domain, Tauranga Sędzia: Jono Bredin |
| 1 października 202314:05 |               | 41:12 |        | Tauranga Domain, Tauranga Sędzia: Jono Bredin |

| 1 października 202314:05 | Otago | 38:22 | Counties Manukau | Forsyth Barr Stadium, Dunedin Sędzia: Maggie Cogger-Orr |
| 1 października 202314:05 |       | 38:22 |                  | Forsyth Barr Stadium, Dunedin Sędzia: Maggie Cogger-Orr |

| 1 października 202316:35 | Manawatu | 12:37 | Southland | Central Energy Trust Arena, Palmerston North Sędzia: Stu Catley |
| 1 października 202316:35 |          | 12:37 |           | Central Energy Trust Arena, Palmerston North Sędzia: Stu Catley |

## Faza pucharowa
|  |                     |               |                      |                      |    |            |                      |          |  |  |       |       |       |
|  | Ćwierćfinał         | Ćwierćfinał   | Ćwierćfinał          |                      |    | Półfinał   | Półfinał             | Półfinał |  |  | Finał | Finał | Finał |
|  | Ćwierćfinał         | Ćwierćfinał   | Ćwierćfinał          |                      |    | Półfinał   | Półfinał             | Półfinał |  |  | Finał | Finał | Finał |
|  | 7 października 2023 |               |                      |                      |    |            |                      |          |  |  |       |       |       |
|  |                     |               |                      |                      |    |            |                      |          |  |  |       |       |       |
|  | Taranaki            | Taranaki      | 34                   |                      |    |            |                      |          |  |  |       |       |       |
|  | Taranaki            | Taranaki      | 34                   | 13 października 2023 |    |            |                      |          |  |  |       |       |       |
|  | Tasman              | Tasman        | 18                   |                      |    |            |                      |          |  |  |       |       |       |
|  | Tasman              | Tasman        | 18                   |                      |    | Taranaki   | Taranaki             | 23       |  |  |       |       |       |
|  | 6 października 2023 |               |                      |                      |    | Taranaki   | Taranaki             | 23       |  |  |       |       |       |
|  |                     |               | Canterbury           | Canterbury           | 16 |            |                      |          |  |  |       |       |       |
|  | Canterbury          | Canterbury    | Canterbury           | Canterbury           | 16 | 29         |                      |          |  |  |       |       |       |
|  | Canterbury          | Canterbury    |                      |                      |    | 29         | 21 października 2023 |          |  |  |       |       |       |
|  | Auckland            | Auckland      | 24                   |                      |    |            |                      |          |  |  |       |       |       |
|  | Auckland            | Auckland      | 24                   |                      |    | Taranaki   | Taranaki             | 22       |  |  |       |       |       |
|  | 7 października 2023 |               |                      |                      |    | Taranaki   | Taranaki             | 22       |  |  |       |       |       |
|  |                     |               | Hawke's Bay          | Hawke's Bay          | 19 |            |                      |          |  |  |       |       |       |
|  | Wellington          | Wellington    | Hawke's Bay          | Hawke's Bay          | 19 | 32         |                      |          |  |  |       |       |       |
|  | Wellington          | Wellington    | 14 października 2023 |                      |    | 32         |                      |          |  |  |       |       |       |
|  | Waikato             | Waikato       | 28                   |                      |    |            |                      |          |  |  |       |       |       |
|  | Waikato             | Waikato       | 28                   |                      |    | Wellington | Wellington           | 24       |  |  |       |       |       |
|  | 8 października 2023 |               |                      |                      |    | Wellington | Wellington           | 24       |  |  |       |       |       |
|  |                     |               | Hawke's Bay          | Hawke's Bay          | 25 |            |                      |          |  |  |       |       |       |
|  | Bay of Plenty       | Bay of Plenty | Hawke's Bay          | Hawke's Bay          | 25 | 28         |                      |          |  |  |       |       |       |
|  | Bay of Plenty       | Bay of Plenty |                      |                      |    |            |                      |          |  |  |       |       |       |
|  | Hawke's Bay         | Hawke's Bay   | 38                   |                      |    |            |                      |          |  |  |       |       |       |
|  | Hawke's Bay         | Hawke's Bay   | 38                   |                      |    |            |                      |          |  |  |       |       |       |

| 7 października 202319:05 | Taranaki | 34:18 | Tasman | Yarrow Stadium, New Plymouth Sędzia: Stu Curran |
| 7 października 202319:05 |          | 34:18 |        | Yarrow Stadium, New Plymouth Sędzia: Stu Curran |

| 6 października 202319:05 | Canterbury | 29:24 | Auckland | Apollo Projects Stadium, Christchurch Sędzia: Nick Briant |
| 6 października 202319:05 |            | 29:24 |          | Apollo Projects Stadium, Christchurch Sędzia: Nick Briant |

| 7 października 202316:35 | Wellington | 32:28 | Waikato | Sky Stadium, Wellington Sędzia: Dan Waenga |
| 7 października 202316:35 |            | 32:28 |         | Sky Stadium, Wellington Sędzia: Dan Waenga |

| 8 października 202314:05 | Bay of Plenty | 28:38 | Hawke's Bay | Tauranga Domain, Tauranga Sędzia: Angus Mabey |
| 8 października 202314:05 |               | 28:38 |             | Tauranga Domain, Tauranga Sędzia: Angus Mabey |

| 13 października 202319:05 | Taranaki | 23:16 | Canterbury | Yarrow Stadium, New Plymouth Sędzia: Stu Curran |
| 13 października 202319:05 |          | 23:16 |            | Yarrow Stadium, New Plymouth Sędzia: Stu Curran |

| 14 października 202319:05 | Wellington | 24:25 | Hawke's Bay | Sky Stadium, Wellington Sędzia: Cam Stone |
| 14 października 202319:05 |            | 24:25 |             | Sky Stadium, Wellington Sędzia: Cam Stone |

| 21 października 202314:05 | Taranaki | 22:19 | Hawke's Bay | Yarrow Stadium, New Plymouth Sędzia: Angus Mabey |
| 21 października 202314:05 |          | 22:19 |             | Yarrow Stadium, New Plymouth Sędzia: Angus Mabey |